# Pedrís

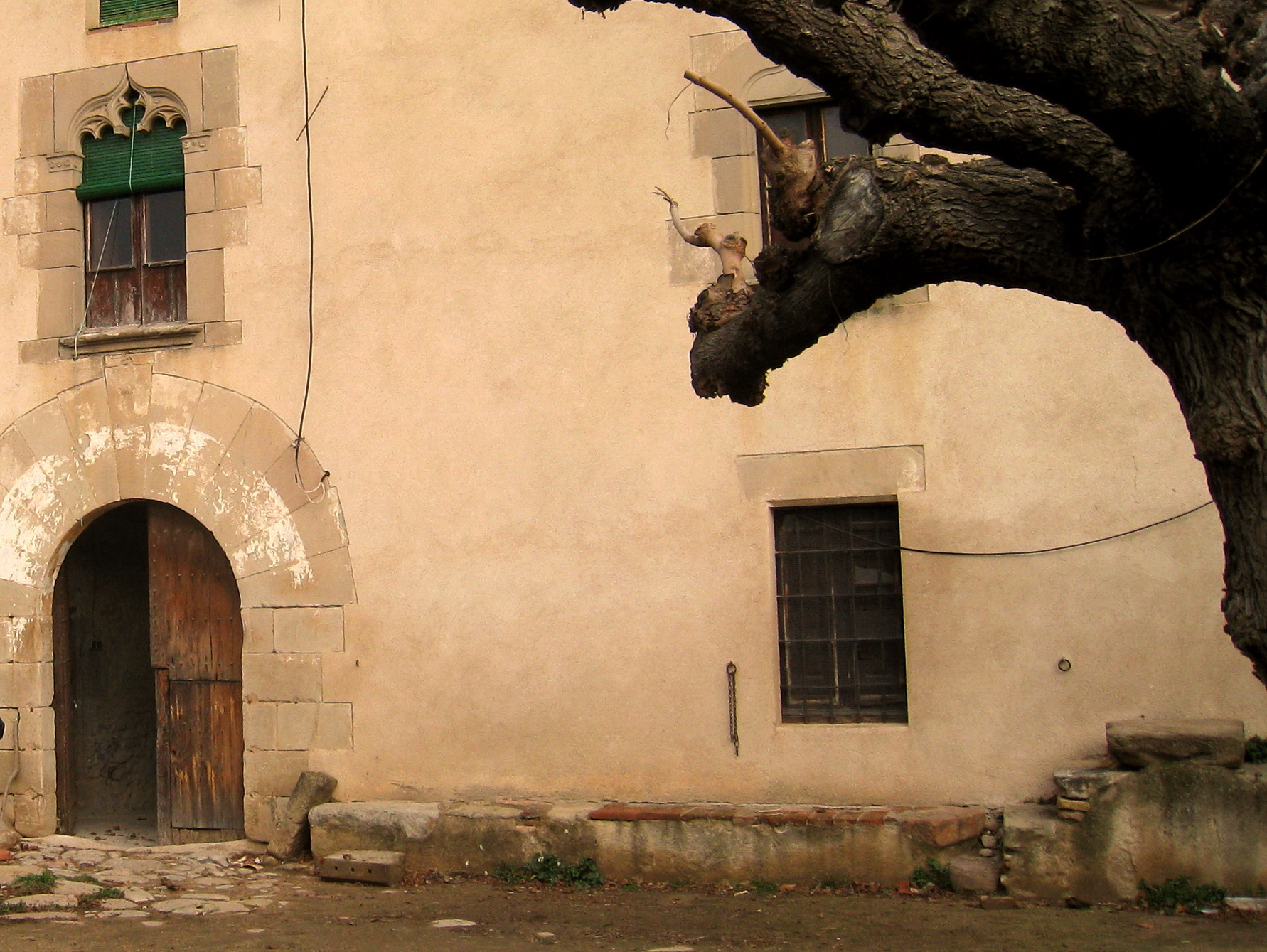
Pedrís com a banc per a seure i amb unes escales per a facilitar pujar a cavall

El pedrís es defineix com un banc de pedra o d'obra, especialment quan es troba adossat a una paret. En una de les formes més típiques i simples el pedrís consistia en una simple pedra escairada de dimensions mitjanes.

## Funcions del pedrís
La primera funció d'un pedrís és la de servir de seient. Hi ha pedrissos petits en els quals ben just hi pot seure una persona. I n'hi ha de molt grans amb capacitat per a moltes persones. La segona funció és la de servir de plataforma auxiliar per a pujar a cavall o desmuntar (amb els sinònims de marxapeu, cavalcador, descavalcador, muntador, pujador…). Els perses usaven pedres similars per al mateix servei.
En èpoques de carros i cavalleries i carrers petits, un pedrís fornia una certa protecció als vianants impedint que un carro s'arramblés massa a la paret. En molts casos els pedrissos tenien una funció decorativa a més de pràctica. Hi ha referències nombroses de pedrissos prou famosos com a punts de reunió social.
A l'estiu la gent s'asseia en un pedrís o ben a prop, gaudint de la fresca i de la conversa. També eren típiques les processons de visitants ocasionals, passavolants que anaven seguint els pedrissos més animats. El pedrís a una plaça major o a l'església sovint era o és el punt de confluència on els veïns bescanvien notícies. Aquesta idea es troba en la capçalera de la revista municipal de Begur, Es Pedrís Llarg.